# Syntomeida syntomoides
Syntomeida syntomoides là một loài bướm đêm thuộc phân họ Arctiinae, họ Erebidae.